# Аеродром Ријека
Аеродром Ријека (IATA: RJK, ICAO: LDRI) (хрв. Zračna luka Rijeka) је аеродром хрватског града Ријеке, смештен 17 километара јужно од града, поред градића Омишља на острву Крк. Највећу корист аеродром има од европских нискотарифних авио-компанија, које доводе туристе до северне Хрватске.
Године 2018. кроз ријечки аеродром је прошло преко 180 хиљада путника, по чему је то шести аеродром у држави.

## Авио-компаније и дестинације
| Airlines         | Destinations |
| ---------------- | --- |
| Air Dolomiti     | Seasonal: Munich (begins 24 May 2025)                                                                                    |
| Air Serbia       | Seasonal: Belgrade |
| Croatia Airlines | Munich |
| Eurowings        | Seasonal: Cologne/Bonn, Düsseldorf, Hamburg, Stuttgart                                                                   |
| Lufthansa        | Seasonal: Frankfurt |
| Ryanair          | Seasonal: Charleroi, Hahn (begins 1 June 2025), London–Stansted, Stockholm–Arlanda, Vienna, Wrocław (begins 2 June 2025) |
| Trade Air        | Dubrovnik, Osijek, Split, Zadar                                                                                          |
| Transavia        | Seasonal: Eindhoven |